# جایزه هاروی
جایزه هاروی (انگلیسی: Harvey Prize) نام یک جایزهٔ علمی اسرائیلی است که به کشفیات درخشان و دگرگون‌کننده در زمینه علوم، تکنولوژی، سلامت انسان و همچنین مشارکت در زمینهٔ صلح در خاورمیانه توسط «تخنیون - مؤسسهٔ تکنولوژی اسرائیل» اهدا می‌گردد. این جایزه در طول سال‌های اخیر به یک «پیش‌بینی‌کننده جایزهٔ نوبل» تبدیل شده است، زیرا حدود ۳۰ درصد از دریافت‌کنندگان آن، بعدها از برندگان جایزه نوبل بوده‌اند. این معتبرترین جایزه‌ای است که توسط دانشگاه تخنیون اعطا می‌شود.
این جایزه نامش را از یک مخترع، صنعتگر و کارخانه‌دار به نام «لئو هاروی» می‌گیرد و هر سال، شامل دو جایزهٔ ۷۵٬۰۰۰ دلاری می‌شود.
جایزه هاروی از سال ۱۹۷۲ میلادی تا کنون اهدا شده‌است.